# Фурм-де-Монбризон
Фурм-де-Монбризо́н (фр. Fourme de Montbrison) — французский сыр из коровьего молока с вкраплениями голубой плесени (грибок вида Пеницилл рокфоровый).

## История
9 мая 1972 года сыры Фурм-де-Монбризон и Фурм-д’Амбер получили сертификат AOC. 22 февраля 2002 года сыры получили отдельные исконные контролируемые наименования и были признаны различия в их производстве. Сыр производят в 28 коммунах департамента Луара и пяти коммунах департамента Пюи-де-Дом. В 2005 году было произведено 497 тонн сыра Фурм-де-Монбризон.

## Изготовление
Творожную массу солят, раскладывают по формам и помещают на еловые стеллажи для созревания. Сыр созревает 4—8 недель. Каждые 12 часов сыр поворачивают на 90°. Вовнутрь вводят споры Penicillium roqueforti, а затем, для развития плесени, сыр прокалывают толстыми длинными иглами. На производство одной головки сыра необходимо около 20—25 литров молока.

## Описание
Головка сыра, покрытая тонкой сухой корочкой серого или красноватого цвета, имеет цилиндрическую форму диаметром 13—19 см и весом 1,5—2 кг. Плотная суховатая мякоть сыра сливочно-жёлтого цвета с вкраплениями голубой плесени. Жирность — 50 %. Фурм-де-Монбризон имеет пикантный солоноватый вкус с ароматом молока и орехов.
Фурм-де-Монбризон подают с ломтиками хлеба и виноградом. К сыру лучше всего подходят вина Sauternes или Rivesaltes.